# Slimane Raho
Slimane Raho (ur. 20 października 1975 w Oranie) – algierski piłkarz grający na pozycji obrońcy.

## Kariera klubowa
Raho pochodzi z miasta Oran. Karierę piłkarską rozpoczął w klubie ASM Oran. W 1992 roku zadebiutował w jego barwach w pierwszej lidze algierskiej i grał w nim do 1996 roku. Wtedy też odszedł do innego klubu z Oranu, MC Oran, a na początku 1998 roku wrócił do ASM Oran, w którym spędził pół roku.
Latem 1998 roku Raho został piłkarzem Jeunesse Sportive de Kabylie. W 2000 roku osiągnął z tym klubem pierwszy sukces w karierze, gdy wygrał Puchar Konfederacji (1:1, 0:0 w finale z Ismaily SC). W 2001 i 2002 roku także zwyciężył z JS Kabylie w tym pucharze (odpowiednio w finałach 1:2, 1:0 z Étoile Sportive du Sahel i 4:0, 0:1 z Tonnerre Jaunde). W 2002 roku został też wicemistrzem Algierii, a w 2004 roku wywalczył swoje pierwsze mistrzostwo kraju. W 2005 roku został po raz drugi wicemistrzem ligi, a w 2006 – mistrzem.
Latem 2006 po 8 latach gry w JS Kabylie Raho zmienił klub i odszedł do innego pierwszoligowca, ES Sétif. W latach 2007 i 2008 dwukrotnie z rzędu zwyciężył z nim w Arabskiej Lidze Mistrzów. W 2007 roku wygrał z nim mistrzostwo Algierii, podobnie jak w 2009. W 2010 zdobył Puchar Algierii. W latach 2011–2016 grał w Olympique Noisy-le-Sec.
| Sezon   | Klub                   | Kraj     | Rozgrywki            | Mecze | Bramki |
| ------- | ---------------------- | -------- | -------------------- | ----- | ------ |
| 1992/93 | ASM Oran               | Algieria | Championnat National | ?     | ?      |
| 1993/94 | ASM Oran               | Algieria | Championnat National | ?     | ?      |
| 1994/95 | ASM Oran               | Algieria | Championnat National | ?     | ?      |
| 1995/96 | ASM Oran               | Algieria | Championnat National | ?     | ?      |
| 1996/97 | MC Oran                | Algieria | Championnat National | ?     | ?      |
| 1997/98 | MC Oran                | Algieria | Championnat National | ?     | ?      |
| 1997/98 | ASM Oran               | Algieria | Championnat National | ?     | ?      |
| 1998/99 | JS Kabylie             | Algieria | Championnat National | ?     | ?      |
| 1999/00 | JS Kabylie             | Algieria | Championnat National | 14    | 1      |
| 2000/01 | JS Kabylie             | Algieria | Championnat National | 21    | 5      |
| 2001/02 | JS Kabylie             | Algieria | Championnat National | 25    | 1      |
| 2002/03 | JS Kabylie             | Algieria | Championnat National | 20    | 1      |
| 2003/04 | JS Kabylie             | Algieria | Championnat National | 28    | 0      |
| 2004/05 | JS Kabylie             | Algieria | Championnat National | 24    | 0      |
| 2005/06 | JS Kabylie             | Algieria | Championnat National | 16    | 0      |
| 2006/07 | ES Sétif               | Algieria | Championnat National | 28    | 0      |
| 2007/08 | ES Sétif               | Algieria | Championnat National | 23    | 0      |
| 2008/09 | ES Sétif               | Algieria | Championnat National | 20    | 0      |
| 2009/10 | ES Sétif               | Algieria | Championnat National | 24    | 0      |
| 2010/11 | ES Sétif               | Algieria | Championnat National | 13    | 0      |
| 2011/12 | Olympique Noisy-le-Sec | Francja  | CFA 2                | ?     | ?      |
| 2012/13 | Olympique Noisy-le-Sec | Francja  | CFA 2                | 25    | 3      |
| 2013/14 | Olympique Noisy-le-Sec | Francja  | CFA 2                | 22    | 1      |
| 2014/15 | Olympique Noisy-le-Sec | Francja  | CFA 2                | 24    | 0      |
| 2015/16 | Olympique Noisy-le-Sec | Francja  | CFA 2                | 23    | 1      |

## Kariera reprezentacyjna
W reprezentacji Algierii Raho zadebiutował 14 sierpnia 1998 roku w wygranym 3:0 spotkaniu eliminacji do Pucharu Narodów Afryki 2000 z Libią. W 2002 roku został powołany do kadry Algierii na Puchar Narodów Afryki 2002, a w 2004 roku na Puchar Narodów Afryki 2004, na którym dotarł z Algierią do ćwierćfinału. W 2009 roku wywalczył z nią awans na Mistrzostwa Świata w RPA, a w 2010 roku znalazł się w kadrze na Puchar Narodów Afryki 2010.